# 571000 Kowright
571000 Kowright è un asteroide della fascia principale esterna. Scoperto nel 2006, presenta un'orbita caratterizzata da un semiasse maggiore pari a 3,165203 UA e da un'eccentricità di 0,124026, inclinata di 8,538818° rispetto all'eclittica.
Kenneth O. Wright è stato direttore canadese del Dominion Astrophysical Observatory del National Research Council of Canada fino al 1976, dopo essere entrato a far parte dello staff dell'osservatorio nel 1936. Era un rinomato spettroscopista stellare, interessato alle stelle supergiganti e all'abbondanza chimica delle stelle.